# Paulin Ladeuze
Paulin Ladeuze, né le 3 juillet 1870 à Harveng, Hainaut, Belgique, et mort dans la nuit du 9 au 10 février 1940 à Louvain, est un théologien, professeur et évêque titulaire belge.
Il fut recteur de l'Université catholique de Louvain de 1909 à 1940 et y joua un rôle lors de la crise moderniste dans l'Église catholique romaine et dans la question de la présence des Wallons à Louvain, au moment des atrocités allemandes.
Il cofonda avec Alfred Cauchie la Revue d'histoire ecclésiastique (1900) et est à l'origine de la Société Belge d'Études Orientales, fondée en 1921.

## Biographie
Paulin Ladeuze est issu d'une bourgeoisie rurale aisée bénéficiant d'un haut niveau culturel et profondément chrétienne : deux de ses oncles étaient prêtres et universitaires, assumant des responsabilités diocésaines.
De 1881 à 1889 il suivit brillamment le cursus d'humanités et de philosophie au petit séminaire de Bonne-Espérance. De 1889 à 1892, premier cycle de théologie au grand séminaire de Tournai, de 1892 à 1898 il achève sa formation à l'université de Louvain avec son doctorat.
Comme la grande majorité des étudiants en sciences ecclésiastiques, Ladeuze a un parcours classique, peu sensible au développement historique des sciences (histoire de la théologie par ex.) et encore moins à son développement qu'est la critique historique. Initialement il voulait prendre comme sujet de thèse la causalité des sacrements, considérée de manière dogmatique.
C'est alors qu'il rencontra le chanoine Carnoy, réformateur de l'université à la fin du XIXe siècle, qui lui fit découvrir la théologie positive et lui fit rencontrer Alfred Cauchie. Ce dernier fut son maître pour la critique historique et lui donna le goût de la rigueur scientifique dans les matières historiques. Finalement Paulin Ladeuze fit une thèse qui s'intitule Étude sur le cénobitisme pachômien pendant le IVe siècle et la première moitié du Ve.
Son doctorat en poche (1898), il succède aussitôt à son maître Adolphe Hebbelynck comme professeur de patrologie et de copte à la faculté de théologie. Ne voulant pas se contenter de choisir et de commenter un manuel, il fait de son cours une initiation à l'étude personnelle et critique des sources primaires.
De manière tout à fait parallèle, Ladeuze utilisera, à la suite de Marie-Joseph Lagrange, les méthodes critiques de la littérature chrétienne des origines aux écrits du Nouveau Testament. En 1900, il prend en charge un cours d'exégèse du Nouveau Testament.
Mais outre son travail de recherche et d'enseignement, il assumait aussi une place de plus en plus importante dans la revue orientaliste Le Muséon. Cette revue avait été fondée en 1882 par Charles de Harlez. Ladeuze commença à y publier en 1897 et y développa les études sur l'Orient chrétien à côté des études notamment indo-européennes, extrême-orientales et d'histoire des religions qui la caractérisaient jusqu'alors.
Il seconda Cauchie en 1900 pour la création de la Revue d'histoire ecclésiastique et en assuma avec lui la direction jusqu'en 1909. Cette revue abordait les questions d'histoire ecclésiastique avec un souci rigoureusement scientifique et devint en peu de temps une référence dans le domaine des études historiques. Là encore, en plus de son investissement dans la gérance et l'organisation de la revue, il lui apporta toute sa science de l'antiquité chrétienne.
Son rôle de recteur l'empêcha de poursuivre son activité de chercheur et de professeur. Il s'agissait non seulement de cultiver un niveau aussi bon que possible pour sensibiliser les élites à la présence de l'Église, mais de montrer que la science la plus exigeante n'est pas incompatible avec la foi catholique. Dans le contexte de la fin du XIXe siècle, cette exigence passait au premier plan.

## Titres
- Évêque titulaire de Tibériade
- Recteur magnifique

## Publications
- Étude sur le cénobitisme pakhômien pendant le IVe siècle et la première moitié du Ve, dissertation présentée à la Faculté de théologie de l'Université de Louvain pour l'obtention du grade de docteur, Van Linthout, Louvain, 1898
- La résurrection du Christ devant la critique contemporaine, Maison de l'Action catholique, Bruxelles, 1907
- La Vie universitaire (2 volumes), Éd. Rex, Louvain-Paris, 1931. Ce livre reprend notamment des extraits de ses discours d'ouverture de l'année académique.